# Robenílson de Jesus
Robenílson Vieira de Jesus (* 24. September 1987 in Boa Vista do Tupim, Bahia) ist ein brasilianischer Boxer. Er war Teilnehmer der Olympischen Sommerspiele 2008 in Peking, 2012 in London und 2016 in Rio de Janeiro.

## Amateurkarriere
Robenílson de Jesus wurde 2007, 2008 und 2009 Brasilianischer Meister im Bantamgewicht und hatte 2006 die Silbermedaille bei der Panamerikanischen Jugendmeisterschaft in Buenos Aires gewonnen.
Im April 2008 erkämpfte er sich bei der amerikanischen Olympiaqualifikation in Guatemala-Stadt einen Startplatz bei den Olympischen Sommerspielen 2008, wo er im Achtelfinale des Fliegengewichts gegen Anwar Junussow auf einem neunten Platz ausschied.
2011 gewann er mit einem Finalsieg gegen Mohammed Ouadahi die Militärweltspiele in Rio de Janeiro, unterlag jedoch im Vorrundenkampf der Weltmeisterschaft 2011 in Baku gegen Lázaro Álvarez. Bei den Panamerikanischen Spielen desselben Jahres in Guadalajara gewann er eine Bronzemedaille.
Im Mai 2012 erreichte er bei der amerikanischen Olympiaqualifikation in Rio de Janeiro einen Startplatz für die Olympischen Sommerspiele 2012. Dort besiegte er Orzubek Shayimov und Sergei Wodopjanow, ehe er im Viertelfinale gegen Lázaro Álvarez auf einem fünften Platz im Bantamgewicht ausschied.
2013 gewann er eine Bronzemedaille bei den Panamerikameisterschaften in Santiago de Chile, unterlag jedoch im Achtelfinale der Weltmeisterschaft desselben Jahres in Almaty gegen Selçuk Eker.
2014 gewann er die Goldmedaille bei den Südamerikaspielen in Santiago de Chile und 2015 erneut eine Bronzemedaille bei den Panamerikameisterschaften in Vargas. Bei der Weltmeisterschaft 2015 in Doha verlor er hingegen im Achtelfinale gegen Michael Conlan.
Als Vertreter des Gastgeberlandes konnte er ohne vorherige Qualifikation an den Olympischen Spielen 2016 teilnehmen und besiegte Fahem Hammachi, ehe er im Achtelfinale des Bantamgewichts gegen Shakur Stevenson auf einem neunten Platz ausschied.

## Profikarriere
Robenílson de Jesus bestritt zwischen Juni 2017 und August 2019 drei siegreiche Profikämpfe. Sein Trainer zu dieser Zeit war Luiz Carlos Dórea.